# Osvajači olimpijskih odličja u atletici, muški
Osvajači olimpijskih medalja u atletici za muškarce prikazani su  niže dolje prema 24 discipline koje su trenutno u programu Olimpijskih igara te u 28 nekadašnjih atletskih disciplina koje su se pojavile na nekim od prijašnjih Igara ali su kasnije izbačene iz programa.
Vidite još i: Atletika na Olimpijskim igrama, Osvajači olimpijskih medalja u atletici, žene